# ブガッティ・EB112
ブガッティ・EB112は1993年にブガッティが発表した4ドアファストバックサルーンタイプのコンセプトカーである。

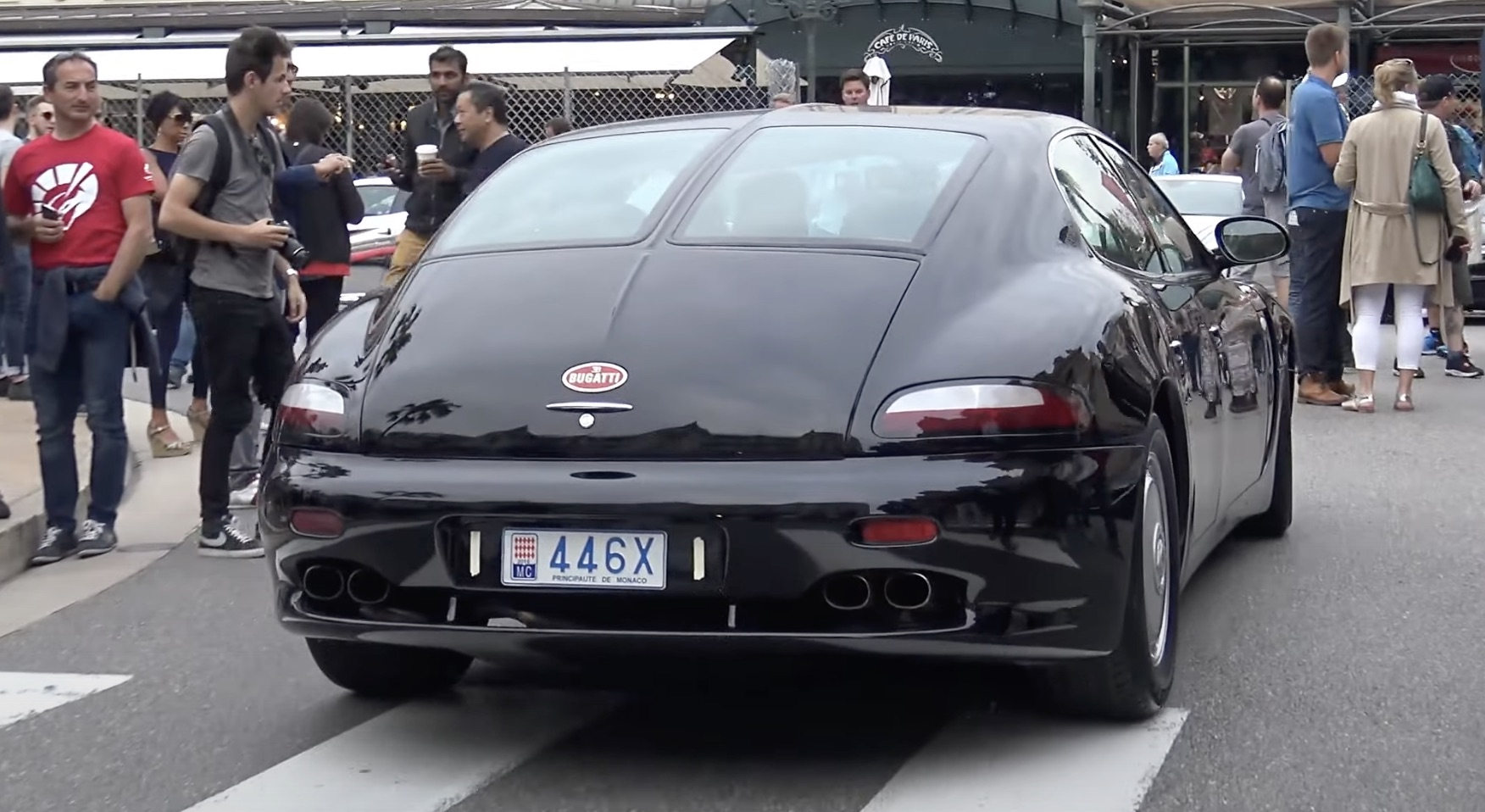
EB112 リア

## 概要
EB112はブガッティが、イタルデザインのジョルジェット・ジウジアーロにEB110のサルーンモデルのデザインを依頼したのがきっかけで誕生した。ジウジアーロはタイプ57 ギャリビエを彷彿とさせるようなレトロスタイルの、4ドアファストバックサルーンをデザインした。ボディはオールアルミ製で、シャーシにはEB110と共通のカーボンファイバー製シャーシが使用されている。
1994年4月3日には、新生ブガッティのオープニングセレモニーが六本木のアークヒルズで行われ、数十台のブガッティと当時初上陸したばかりのEB110とともに、EB112も展示された。また、当時ブガッティ会長を務めていたロマーノ・アルティオーリ夫妻を迎えて、皇居や国会議事堂周辺をパレードランした。
EB112は3台のみ製造されており、2013年にかつてギルド・パランカ・パストールが所有していた黒のEB112(s/n 39003)がモナコで走行しているところを目撃されている。この個体は後にドイツ人のMarc Gindrofに売却されている。ブルゴーニュ色の個体(s/n 39001)はイタルデザインが所有し、アンスラサイト色の個体(s/n 39002)は2021年に、ドイツのディーラーであるシャルトクリッセ(Schaltkulisse)によってロシア人に販売された。販売された価格は240万ユーロ(約3億2000万円)で、これはセダン史上最高額となる価格である。黒色の個体(s/n 39003)は、3台の中で唯一、公道走行が可能である。

## パワートレイン
エンジンはフォルクスワーゲンが設計したV型12気筒エンジンを搭載し、最高出力456PS (335kW; 450hp)、最大トルク649Nm (479lb・ft)を発揮する。このエンジンは各シリンダーに5つのバルブを備えており、EB110のエンジンが3.5Lだったのに対して6.0Lまで拡張されている。フロントエンジンだが、車の中心よりに配置されており、重量配分が大幅に向上している。EB112は4輪駆動を搭載している。0-100km/hは4.3秒で、最高速度は300km/h (186mph)と公表されている。ロマーノ・アルティオーリは、そのハンドリングを「ゴーカートに似ていて、フラットに曲がり、EB110よりも運転するのが楽しい」と評した。

## 生産
EB112は1993年3月のジュネーブモーターショーで発表された。型破りなデザインのため賛否両論あったが、オートモビリア誌はこの車を「世界で最も美しい車」と名付けた。
EB112はコンセプトカーのため、開発はブガッティの工場、ショーカーは製造ラインで作られた。1995年にブガッティが倒産した際、会社の資産の一部が実業家のギルド・パランカ・パストールによって購入され、その中には未完成のEB112が3台(うち1台は完成品)とスペアパーツも含まれていた。未完成だった2台は、パストールが所有するモナコレーシングチームによって1998年に完成された。1台はブラックの外装(s/n 39003)、1台はダーク・アンスラサイト色の外装で仕上げられた(s/n 39002)。残る1台(倒産前に完成していた個体)はブルゴーニュ色の外装で仕上げられている(s/n 39001)。ブルゴーニュの個体はテールライトがバンパー一体型になっているが、それ以外の2台はバンパーの上にテールライトが配置されており、デザインが異なっている。
EB112の4ドアデザインはその後も受け継がれ、W18エンジンを搭載したEB218、2009年に16C ガリビエールなどが登場している。

## ギャラリー

EB112
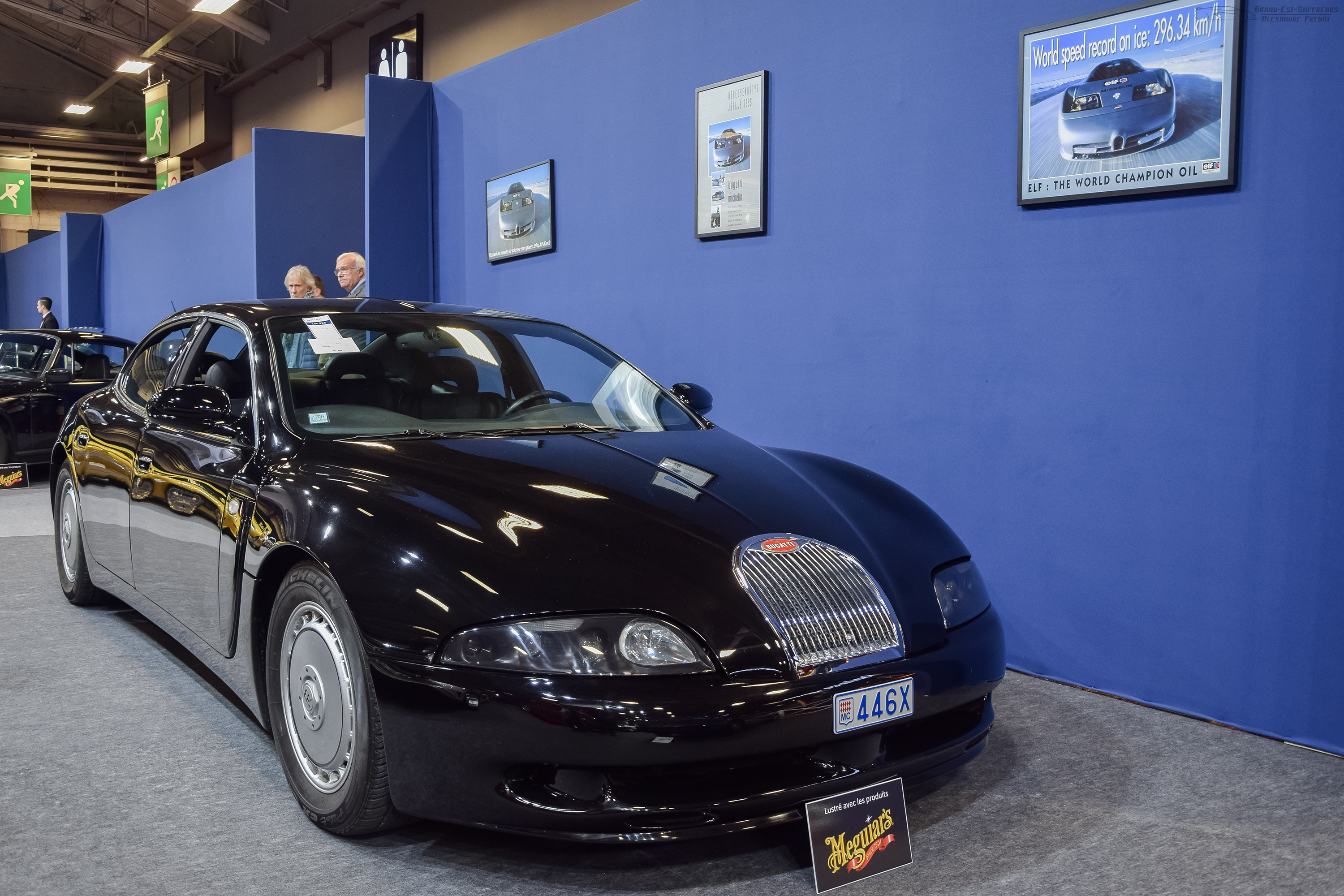
フロント
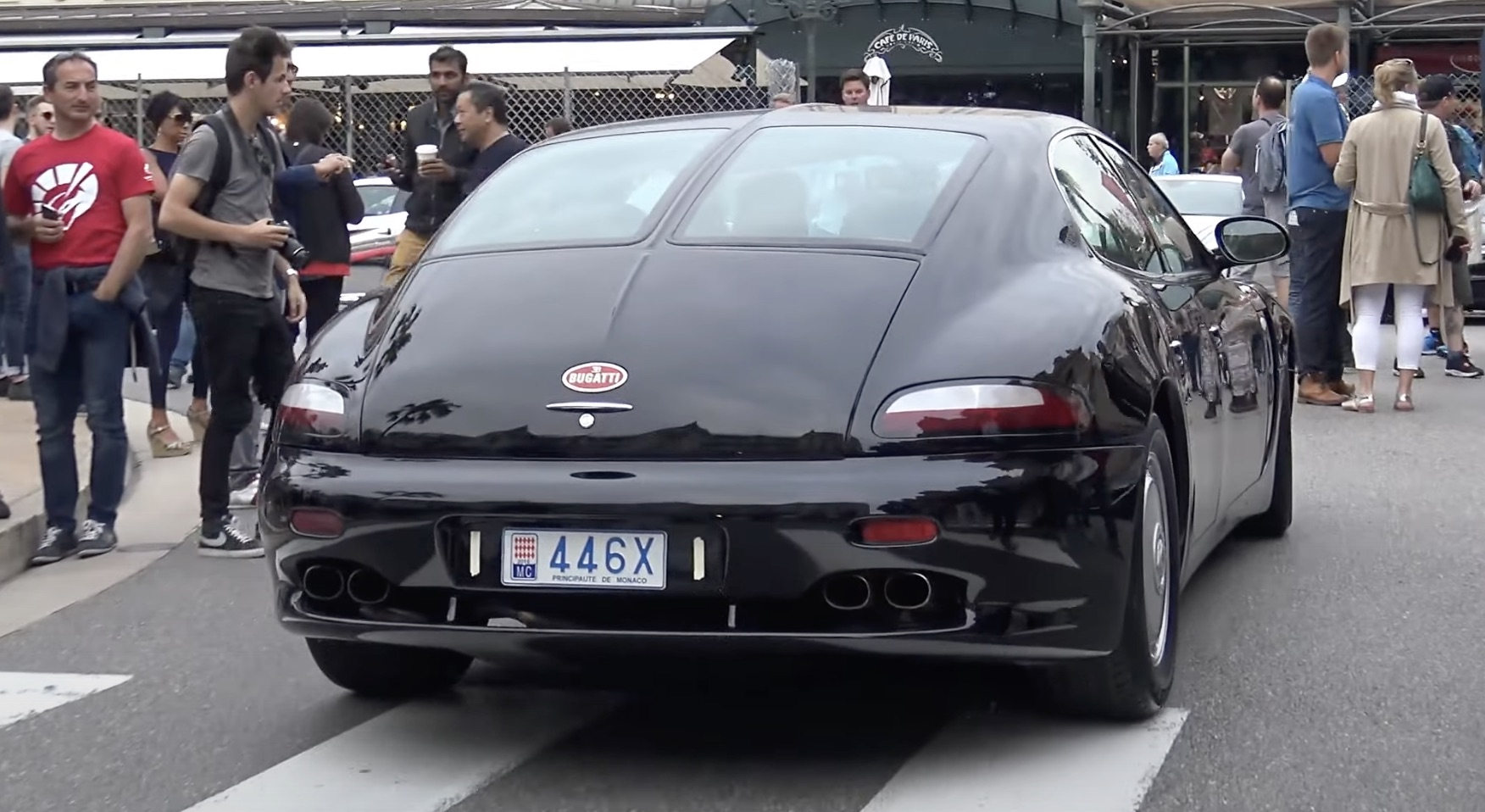
リア
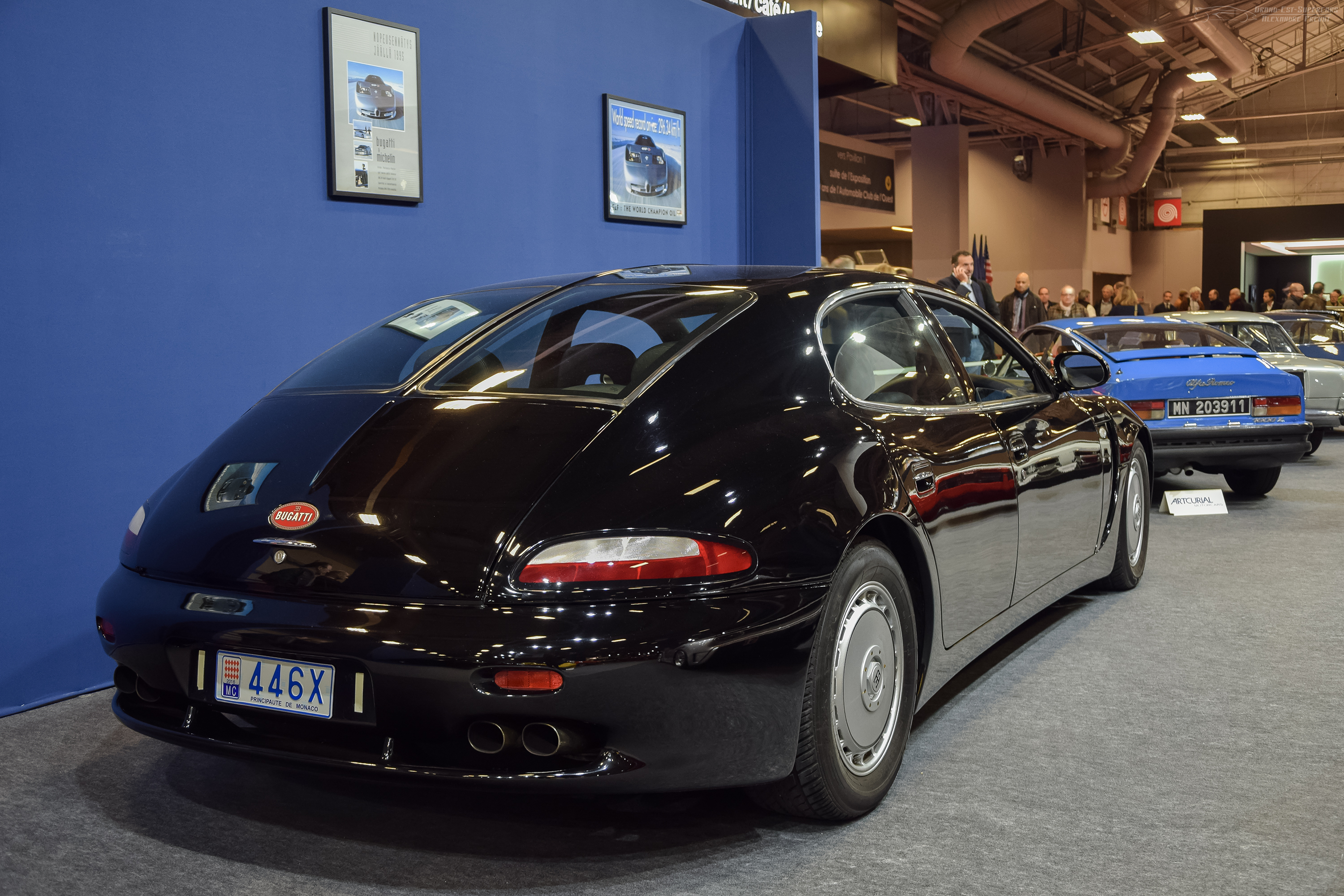
s/n 39003個体

## 参照
1. ↑  https://www.gqjapan.jp/cars/article/20200615-eb112
2. 1 2  https://www.classicdriver.com/en/cars/bugatti/eb112
3. ↑  https://gtspirit.com/
4. 1 2  http://yo.spc.free.fr/Bugatti%20register/110_proto/EB112_39002.htm
5. ↑  https://www.thesupercarblog.com/ultra-rare-bugatti-eb112-sold-to-two-individuals-at-the-same-time/
6. ↑  https://intensive911.com/french-car-brand/bugatti/245529/
7. 1 2  https://jalopnik.com/heres-the-bugatti-eb112-v12-sedan-that-never-was-1676857190
8. ↑  https://octane.jp/articles/detail/8203